# Lumen gentium
Lumen gentium (del latín, ‘luz de los pueblos’ o ‘luz de las naciones’) es una de las cuatro constituciones promulgadas por el Concilio Vaticano II. El título, como se acostumbra con los títulos de la inmensa mayoría de los documentos de importancia de la Iglesia católica, refiere a las primeras palabras del mismo documento: «Cristo es la luz de los pueblos» (Lumen gentium 1). Junto con Dei Verbum, la constitución sobre la Revelación divina, Lumen gentium es una de las dos constituciones dogmáticas del Concilio Vaticano II.
La constitución desarrolla y completa la doctrina que sobre la Iglesia comenzó a formular el Concilio Vaticano I, bruscamente interrumpido en 1870. El texto final fue aprobado el 19 de noviembre de 1964 y promulgado solemnemente el 21 de noviembre del mismo año por el papa Pablo VI. Se inspiró parcialmente en la encíclica Mystici Corporis Christi, promulgada por el papa Pío XII el 29 de junio de 1943 y que se refería a la Iglesia como el «Cuerpo místico de Jesucristo».